# Costa Júnior
José Maria Marques Costa Júnior (Lisboa, 2 de Novembro de 1906 - Lisboa, 9 de Junho de 1988) foi um jornalista português.

## Biografia
Desenvolveu actividade profissional em A Luta, no Diário da Manhã, onde foi chefe de redacção antecedendo
Fialho de Oliveira, e no Diário Popular.
Foi um dos primeiros repórteres correspondentes portugueses na Guerra Civil de Espanha.
Recebeu em 1977 o Prémio Artur Portela (Casa da Imprensa) pela coluna semanal "Deu Nome a Esta Rua", de que foi autor durante vários anos no Diário Popular.
Colaborou na revista  Renovação (1925-1926)  e no periódico  Portugala esperantisto  (1936).

## Obras
- A Espanha sob o terror vermelho (1937)[5]
- Ao serviço da Pátria : a Marinha Mercante Portuguesa na Primeira Grande Guerra (1944)[6]
- Andorra, país do pitoresco (1955)[5]
- História Breve do Movimento Operário Português (1964)[6]
- Dez histórias para os meus netos (1967)[5]